# BMW M51

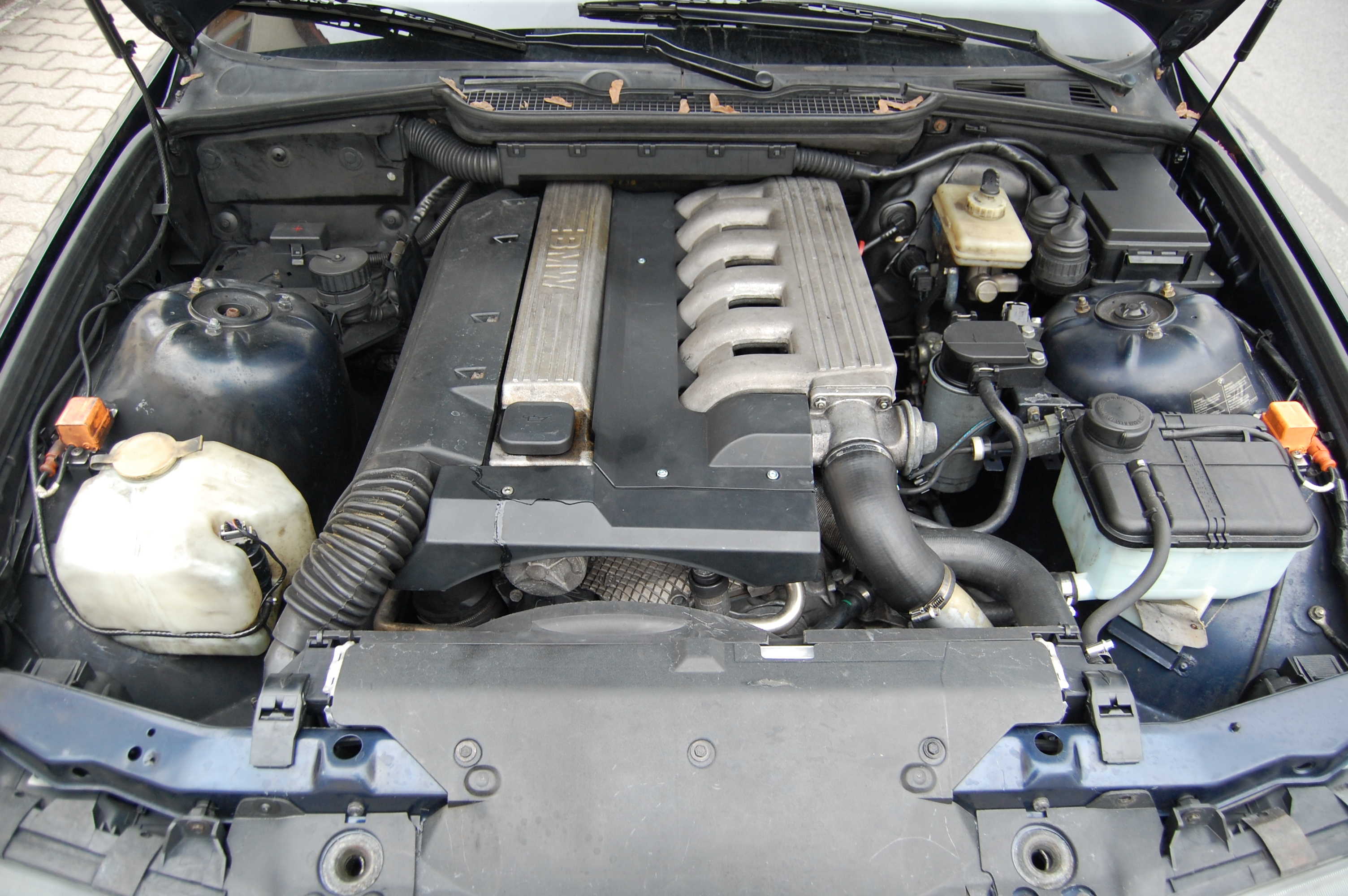
Silnik BMW M51 TD

BMW M51 - sześciocylindrowy silnik Diesla BMW następca M21, produkowany w trzech wersjach (oprócz opla omegi B).

## M51 TD E34/E36/E39
| Liczba cylindrów           | 6                                |
| Średnica cylindrów         | 80 mm                            |
| Skok tłoka                 | 82,8 mm                          |
| Pojemność                  | 2497 cm3                         |
| Stopień sprężania          | 22,0:1                           |
| Moc maksymalna             | 85 kW (115KM) przy 4800 obr./min |
| Obroty maksymalne          | 5200 obr./min                    |
| Maksymalny moment obrotowy | 222 Nm przy 1900 obr./min        |

## M51 TDS E34/E36
| Liczba cylindrów           | 6                                 |
| Średnica cylindrów         | 80 mm                             |
| Skok tłoka                 | 82,8 mm                           |
| Pojemność                  | 2497 cm3                          |
| Stopień sprężania          | 22,0:1                            |
| Moc maksymalna             | 105 kW (143KM) przy 4800 obr./min |
| Obroty maksymalne          | 5200 obr./min                     |
| Maksymalny moment obrotowy | 260 Nm przy 2200 obr./min         |

## M51 TDS E38/E39
| Liczba cylindrów           | 6                                 |
| Średnica cylindrów         | 80 mm                             |
| Skok tłoka                 | 82,8 mm                           |
| Pojemność                  | 2497 cm3                          |
| Stopień sprężania          | 22,0:1                            |
| Moc maksymalna             | 105 kW (143KM) przy 4600 obr./min |
| Obroty maksymalne          | 5200 obr./min                     |
| Maksymalny moment obrotowy | 280 Nm przy 2200 obr./min         |